# Gus Johnson
Gus Johnson (15. november 1913 i Tyler Texas – 6. februar 2000 i Denver, Colorado, USA) var en amerikansk jazztrommeslager.
Johnson er mest kendt for sit arbejde med Ella Fitzgerald og Count Basie. Han har også spillet med Gerry Mulligan i dennes gruppe i 1960'erne.
Han var en fremragende akkompagnatør både i big bands og små grupper. 

## Diskografi
Med Manny Albam
- The Drum Suite (RCA Victor, 1956) Med Ernie Wilkins
- Jazz Goes to the Movies (Impulse!, 1962)

Med Count Basie
- The Count! (Clef, 1952 [1955])
- Basie Jazz (Clef, 1952 [1954])
- Dance Session (Clef, 1953)
- Dance Session Album#2 (Clef, 1954)
- Basie (Clef, 1954)
- The Count Basie Story (Roulette, 1960)
- Get Together (Pablo, 1979)

Med Lawrence Brown
- Inspired Abandon (Impulse!, 1965)

Med Ray Bryant
- Dancing the Big Twist (Columbia, 1961)

Med Buck Clayton
- Buck & Buddy Blow the Blues (Swingville, 1961) Med Buddy Tate
- Jam Session (Chiaroscuro, 1974)

Med Al Cohn
- Son of Drum Suite (RCA Victor, 1960)
- Either Way (Fred Miles Presents, 1961) Med Zoot Sims

Med Willie Dixon and Memphis Slim
- Willie's Blues (Bluesville, 1959)

Med Ella Fitzgerald
- Ella at Juan-Les-Pins (Verve, 1964)
- Ella in Rome: The Birthday Concert (Verve, 1958)
- Ella in Berlin: Mack the Knife (Verve, 1960)

Med Coleman Hawkins
- Night Hawk (Swingville, 1960)

Med Johnny Hodges
- Triple Play (RCA Victor, 1967)

Med Willis Jackson
- Really Groovin' (Prestige, 1961)
- In My Solitude (Moodsville, 1961)

Med Herbie Mann
- Salute to the Flute (Epic, 1957)

Med Gerry Mulligan
- The Gerry Mulligan Quartet (Verve, 1962)
- Spring Is Sprung (Philips, 1962)
- Gerry Mulligan '63 (Verve, 1963)

Med Joe Newman
- Salute to Satch (RCA Victor, 1956)

Med Chico O'Farrill
- Nine Flags (Impulse!, 1966)

Med Oscar Pettiford
- The Oscar Pettiford Orchestra in Hi-Fi Volume Two (ABC-Paramount, 1957)

Med Al Sears
- Rockin' in Rhythm (Swingville, 1960) as The Swingville All-Stars Med Taft Jordan and Hilton Jefferson

Med Zoot Sims
- The Modern Art of Jazz by Zoot Sims (Dawn, 1956)
- Tonite's Music Today (Storyvile, 1956) Med Bob Brookmeyer

Med Rex Stewart and Cootie Williams
- The Big Challenge (Jazztone, 1957)

Med Ralph Sutton and Ruby Braff
- R & R (Chiaroscuro, 1979)
- Remembered (DVD) (Arbors Records, 2004)

Med Ralph Sutton and Jay McShann
- Last of the Whorehouse Piano Players  (Chaz Jazz, 1980) - originally released on 2 LPs as The Last of the Whorehouse Piano Players: Two Pianos Vol. I & Vol. II
- Last of the Whorehouse Piano Players (Chiaroscuro, 1989)

Med Ralph Sutton and Kenny Davern
- Ralph Sutton and Kenny Davern (Chiaroscuro)

Med 
Med Manny Albam
- The Drum Suite (RCA Victor, 1956) Med Ernie Wilkins
- Jazz Goes to the Movies (Impulse!, 1962)

Med Count Basie
- The Count! (Clef, 1952 [1955])
- Basie Jazz (Clef, 1952 [1954])
- Dance Session (Clef, 1953)
- Dance Session Album#2 (Clef, 1954)
- Basie (Clef, 1954)
- The Count Basie Story (Roulette, 1960)
- Get Together (Pablo, 1979)

Med Lawrence Brown
- Inspired Abandon (Impulse!, 1965)

Med Ray Bryant
- Dancing the Big Twist (Columbia, 1961)

Med Buck Clayton
- Buck & Buddy Blow the Blues (Swingville, 1961) Med Buddy Tate
- Jam Session (Chiaroscuro, 1974)

Med Al Cohn
- Son of Drum Suite (RCA Victor, 1960)
- Either Way (Fred Miles Presents, 1961) Med Zoot Sims

Med Willie Dixon and Memphis Slim
- Willie's Blues (Bluesville, 1959)

Med Ella Fitzgerald
- Ella at Juan-Les-Pins (Verve, 1964)
- Ella in Rome: The Birthday Concert (Verve, 1958)
- Ella in Berlin: Mack the Knife (Verve, 1960)

Med Coleman Hawkins
- Night Hawk (Swingville, 1960)

Med Johnny Hodges
- Triple Play (RCA Victor, 1967)

Med Willis Jackson
- Really Groovin' (Prestige, 1961)
- In My Solitude (Moodsville, 1961)

Med Herbie Mann
- Salute to the Flute (Epic, 1957)

Med Gerry Mulligan
- The Gerry Mulligan Quartet (Verve, 1962)
- Spring Is Sprung (Philips, 1962)
- Gerry Mulligan '63 (Verve, 1963)

Med Joe Newman
- Salute to Satch (RCA Victor, 1956)

Med Chico O'Farrill
- Nine Flags (Impulse!, 1966)

Med Oscar Pettiford
- The Oscar Pettiford Orchestra in Hi-Fi Volume Two (ABC-Paramount, 1957)

Med Al Sears
- Rockin' in Rhythm (Swingville, 1960) as The Swingville All-Stars Med Taft Jordan and Hilton Jefferson

Med Zoot Sims
- The Modern Art of Jazz by Zoot Sims (Dawn, 1956)
- Tonite's Music Today (Storyvile, 1956) Med Bob Brookmeyer

Med Rex Stewart and Cootie Williams
- The Big Challenge (Jazztone, 1957)

Med Ralph Sutton and Ruby Braff
- R & R (Chiaroscuro, 1979)
- Remembered (DVD) (Arbors Records, 2004)

Med Ralph Sutton and Jay McShann
- Last of the Whorehouse Piano Players  (Chaz Jazz, 1980) - originally released on 2 LPs as The Last of the Whorehouse Piano Players: Two Pianos Vol. I & Vol. II
- Last of the Whorehouse Piano Players (Chiaroscuro, 1989)

Med Ralph Sutton and Kenny Davern
- Ralph Sutton and Kenny Davern (Chiaroscuro)

Med Buddy Tate
- Buddy Tate and His Buddies (Chiaroscuro, 1973)

Med Frank Wess
- Jazz for Playboys (Savoy, 1957)
- Opus de Blues (Savoy, 1959 [1984])

Med Lem Winchester
- Another Opus (New Jazz, 1960)

Med Kai Winding
- The Swingin' States (Columbia, 1958)
- Solo (Verve, 1963) Buddy Tate
- Buddy Tate and His Buddies (Chiaroscuro, 1973)

Med Frank Wess
- Jazz for Playboys (Savoy, 1957)
- Opus de Blues (Savoy, 1959 [1984])

Med Lem Winchester
- Another Opus (New Jazz, 1960)

Med Kai Winding
- The Swingin' States (Columbia, 1958)
- Solo (Verve, 1963)